# Acmophyllum undulatum
Acmophyllum undulatum är en insektsart som beskrevs av Karsch 1890. Acmophyllum undulatum ingår i släktet Acmophyllum och familjen torngräshoppor. Inga underarter finns listade i Catalogue of Life.